# CIX (группа)
CIX (кор. 씨아이엑스; ром.: Ssi-a-i-ekseu; сокращение от Complete In X) — южнокорейский бойбенд, сформированный в 2019 году компанией C9 Entertainment. Группа состоит из пяти участников: BX, Сынхун, Ёнхи, Бэ Джинён и Хёнсок. CIX дебютировали 23 июля 2019 года со своим первым мини-альбомом Hello Chapter 1. Hello, Stranger.

## Карьера

### Пре-дебют
Бэ Джинён участвовал во 2 сезоне реалити-шоу на выживание от телеканала Mnet Product 101. Он представлял C9 Entertainment и успешно занял 10-е место в итоговом рейтинге и дебютировал в проектоной группе Wanna One, известной тем, что в Южной Корее были новичками-монстрами. После распада Wanna One Бэ Джинен дебютировал в качестве сольного артиста 26 апреля 2019 года с сингловым альбомом Hard to Say Goodbye и провел свой первый фан-митинг тур по всей Азии, в котором было одиннадцать концертов.
В октябре 2017 года BX появился в качестве участника реалити шоу Mix Nine под своим именем при рождении Ли Бен Гон, заняв 9-е место, таким образом попав в группу. Однако позже YG так и не дебютировал группу. Поскольку и Ли Бенгон, и его коллега по группе Ким Сынхун были стажерами YG, в 2018 году они участвовали в шоу на выживание Treasure Box для формирования новой мужской группы Treasure, где оба не смогли дебютировать в финале. В ноябре 2017 года Сынхун также появился в шоу для выживания Stray Kids, будучи ещё стажером YG.

### 2019—2020: Дебют сHello Chapter 1: Hello, Strangerи японский дебют

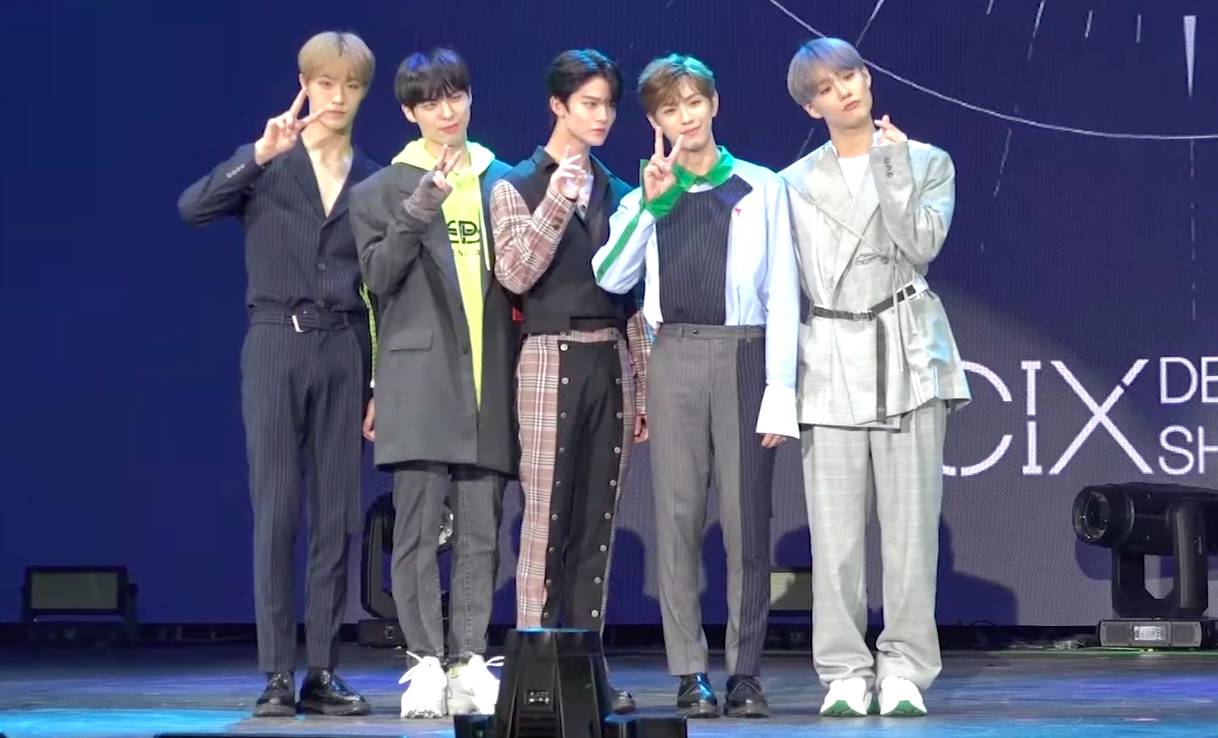
CIX на дебютном шоукейсе 24 июля 2019 года.

О дебюте группе стало известно в феврале 2019 года компанией C9 Entertainment в виде отдельных видеороликов профиля под временным названием C9Boyz. Позже название было изменено на CIX. В преддверии дебюта было запущено реалити-шоу Hello CIX 4 июня 2019 года в прямом эфире V Live. Шоу состояло из 10 эпизодов, демонстрирующих их жизнь и путь к дебюту.
23 июля 2019 года CIX выпустили свой дебютный мини-альбом Hello Chapter 1: Hello, Stranger и ведущий сингл «Movie Star». Альбом имел коммерческий успех, разошелся тиражом 70 000 копий за два месяца. Дебютный шоукейс CIX, состоялась 24 июля в Олимпийской гандбольной гимназии. Билеты были распроданы в течение 30 секунд, при этом более 16 000 фанатов пытались сразу попасть на сервер, а более 5000 фанатов были переведены в режим ожидания для получения билетов. 30 июля, через шесть дней после их дебютного шоукейса, группа заняла первое место на музыкальном шоу The Show.
CIX подписали контракт с Warner Music Japan в августе и дебютировали в Японии 23 октября с японской версией альбома Hello Chapter 1: Hello, Stranger. На японском альбоме есть дополнительный японский трек под названием «My New World». 10 ноября CIX провели свой японский дебютный шоукейс «Complete In X» в Line Cube Shibuya и в Zepp Namba 17 ноября.
19 ноября CIX выпустили свой второй мини-альбом Hello Chapter 2: Hello, Strange Place с ведущим синглом «Numb», посвященным социальным проблемам молодежи в Южной Корее, таким как плохое психическое здоровье, издевательства и одержимость результатами тестов среди студентов.
1 апреля 2020 года CIX выпустили свой первый японский сингл «Revival». 23 января C9 Entertainment объявили, что CIX проведут свой 1-й фан-митинг тур «Hello, FIX», но из-за пандемии COVID-19 тур был отменен.
30 апреля CIX объявили, что они вернутся со своим третьим мини-альбомом Hello Chapter 3: Hello, Strange Time и его ведущим синглом «Jungle», который первоначально должен был выйти 30 июня. 24 июня было объявлено, что Бэ Джинён получил травму во время тренировки. Согласно официальному заявлению компании CIX, C9 Entertainment, из-за его травмы им придется отложить выпуск альбома, и в ближайшее время будут опубликованы новые планы . 15 октября CIX объявили, что их новая дата возвращения для их альбома будет 27 октября.

### 2021–2023:Hello Chapter Ø: Hello, Strange Dream,Ok Prologue: Be Ok,Pinky SwearиOK Episode 1: OK Not
14 января было объявлено, что CIX вернутся 2 февраля со своим четвёртым мини-альбомом Hello Chapter Ø: Hello, Strange Dream и его ведущим синглом «Cinema».
14 апреля CIX выпустили свой второй японский сингл «All For You».
1 июля CIX выпустила промо-сингл «Tesseract» через платформу Universe Music для мобильного приложения Universe.
17 августа CIX выпустили свой первый студийный альбом OK Prologue: Be OK и его ведущий сингл «Wave».
30 марта 2022 года CIX выпустили свой первый японский студийный альбом Pinky Swear.
Они провели свой первый сольный концерт «CIX 1st Seoul Concert» с 15 по 17 апреля.
22 августа CIX выпустили свой пятый мини-альбомом OK Episode 1: OK Not.

## Участники
| Сценический псевдоним | Сценический псевдоним | Настоящее имя | Настоящее имя | Дата рождения | Позиция в группе               |
| Основной              | Другой                | На русском    | Хангыль       | Дата рождения |                                |
| --------------------- | --------------------- | ------------- | ------------- | ------------- | ------------------------------ |
| БиЭкс                 | BX                    | Ли Бён Гон    | 이병곤        | 05.03.1998    | Лидер, главный рэпер           |
| Сынхун                | Seunghun              | Ким Сын Хун   | 김승훈        | 26.02.1999    | Главный вокалист, танцор       |
| Ёнхи                  | Yonghee               | Ким Ён Хи     | 김용희        | 17.02.2000    | Вокалист                       |
| Джинён                | Jinyoung              | Бэ Джи Нён    | 배진영        | 10.05 2000    | Вокалист, рэпер, танцор, центр |
| Хёнсок                | Hyunsuk               | Юн Хён Сок    | 윤현석        | 08.09.2001    | Вокалист, танцор, рэпер, макнэ |

## Дискография

### Корейские альбомы

#### Студийные альбомы
- 'OK' Prologue : Be OK (2021)

#### Мини-альбомы
- 'Hello' Chapter 1. Hello, Stranger (2019)
- 'Hello' Chapter 2. Hello, Strange Place (2019)
- 'Hello' Chapter 3. Hello, Strange Time (2020)
- 'Hello' Chapter Ø. Hello, Strange Dream (2021)
- OK Episode 1: OK Not (2022)

### Японские альбомы

#### Студийные альбомы
- Pinky Swear (2022)

#### Мини-альбомы
- 'Hello' Chapter 1. Hello, Stranger [Japanese ver.] (2019)

## Фильмография

### Реалити-шоу
| Год  | Название                              | Телеканал | Примечания | Ссылка |
| ---- | ------------------------------------- | --------- | ---------- | ------ |
| 2019 | Hello CIX                             | V Live    | Пре-дебют  | [ 8 ]  |
| 2020 | Picnic of Seeds: CIX’s Bucket List    | Olleh TV  |            | [ 23 ] |
| 2021 | GGULlog.zam CIX: The King of the Seas | Universe  |            |        |
| 2021 | Scientist CIX: Hello, Psycho          | Universe  |            | [ 24 ] |
| 2021 | The CIX Million Dollar Kids           | Mnet      |            | [ 25 ] |

## Концерты

### Шоукейсы
- CIX Debut Showcase «Hello, Stranger» (2019)[26]
- CIX <Hello, Stranger> Press Showcase in Jakarta (2019)
- CIX <Hello, Stranger> Press Showcase in Bangkok (2019)
- CIX Japan Debut Showcase «Complete In X» (2019)[12]